# وزارة حقوق الإنسان والعدالة الانتقالية (تونس)
وزارة حقوق الإنسان والعدالة الانتقالية هي وزارة تونسية سابقة كانت مهمتها الرئيسية الدفاع عن حقوق الإنسان والعمل عل كل ما يخص هذا الموضوع إضافة إلى تكليفها بموضوع شهداء وجرحى الثورة التونسية. وكذلك الإحاطة ببعض أمور الانتقال الديمقراطي في تونس.

## المهمات والواجبات
تهتم وزارة حقوق الإنسان والعدالة الانتقالية بالأتي:
- تنفيذ سياسة حقوق الإنسان وترسيخ قيمها ونشر ثقافتها وضمان ممارستها وفقا للتشريع الوطني والدولي.
- معالجة انتهاكات حقوق الإنسان تقوم على «المساءلة» و«المحاسبة» و«المصالحة» وفقا لمعايير العدالة الانتقالية المقررة وطنيا.
- اقتراح وإعداد مشاريع النصوص القانونية المتصلة بحقوق الإنسان.
- دراسة المعاهدات الدولية والإقليمية الثنائية ومتعددة الأطراف ذات الصلة بحقوق الإنسان والقانون الدولي الإنساني واقتراح المصادقة عليها.
- التنسيق مع الوزارات الأخرى للمشاركة في تكوين برنامج للتثقيف والتنشيط في مجال حقوق الإنسان.
- دفع العمل الشبكي في مجال حقوق الإنسان بالتعاون مع الجمعيات والهيئات والمنظمات الوطنية والدولية الحكومية وغير الحكومية وجميع الخبرات العاملة في مجال حقوق الإنسان في الداخل والخارج.
- تطوير الشراكة مع الهياكل المعنية بحقوق الإنسان بالوزارات والمنظمات والجمعيات وإنجاز البحوث والدراسات والاستشارات والتقارير حول مجال حقوق الإنسان.
- المساهمة في تطوير قانون العدالة الانتقالية وتنظيم استشارات حوله.
- اقتراح التدابير العاجمة لجرحى وشهداء الثورة التونسية وإتخاذ الإجراءات فيها وكذلك العمل على كشف المسؤولين في التعدي عليهم وبذلك إعادة تأهيلهم ماديا ومعنويا.

## التنظيم
تتكون الوزارة من:
- الوزير.
  - الديوان: مكتب الضبط المركزي، مكتب الدراسات والتخطيط والبرمجة، مكتب متابعة مجلس الوزارء وجلساته والعلاقات مع المجلس الوطني التأسيسي التونسي، مكتب العلاقات مع المواطن، مكتب الشؤون القانونية، مكتب الكفاءات، مكتب الإعلام والإستقبال والعلاقات العامة، مكتب السلامة والإستمرار.
  - التفقدية العامة.
  - المصالح المستركة: إدارة الشؤون الإدارية والمالية، إدارة الإعلامية والتنظيم والتوثيق.
  - المصالح الخارجية.
  - المصالح الخصوصية: الإدارة العامة لحقوق الإنسان، الإدارة العامة للعدالة الانتقالية، الإدارة العامة للعلاقات والتعاون.

## الوزير
يعين وزير حقوق الإنسان والعدالة الانتقالية من قبل رئيس الجمهورية التونسية بناء على اقتراح من الوزير الأول. ويرأس الوزير الوزارة إضافة إلى كونه عضوا في مجلس وزراء البلاد.
الوزير الحالي السيد سمير ديلو، يحمل حقيبة هذه الوزارة في كل من حكومتي الجبالي والعريض.

## قائمة الوزراء
منذ إنشائها في 2011، ترأس هذه الوزارة:
| الوزير | الوزير       | الحزب | الحزب       | الحكومة                              | تواريخ العهدة  | تواريخ العهدة |
| ------ | ------------ | ----- | ----------- | ------------------------------------ | -------------- | ------------- |
|        | سمير ديلو    |       | حركة النهضة | حكومة حمادي الجبالي حكومة علي العريض | 24 ديسمبر 2011 | 29 يناير 2014 |
|        | حافظ بن صالح |       | مستقل       | حكومة مهدي جمعة                      | 29 يناير 2014  | 6 فبراير 2015 |

## مقالات ذات صلة
- الثورة التونسية
- الانتقال الديمقراطي في تونس